# Атмосферна перспектива

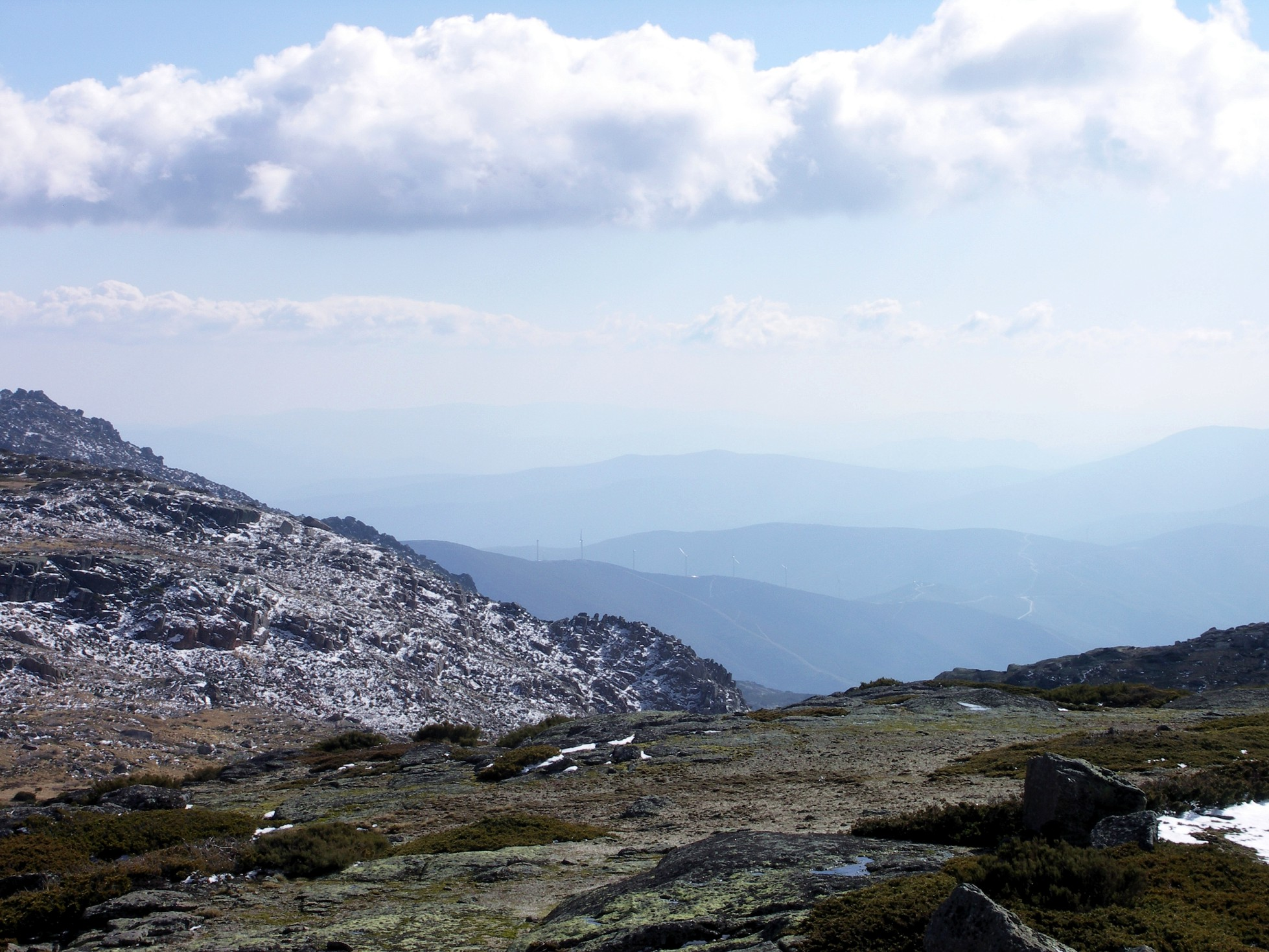
На цій картині ефект повітряної перспективи підкреслюється кількістю гір на різних відстанях, сфотографованих у майже неперервному стані.

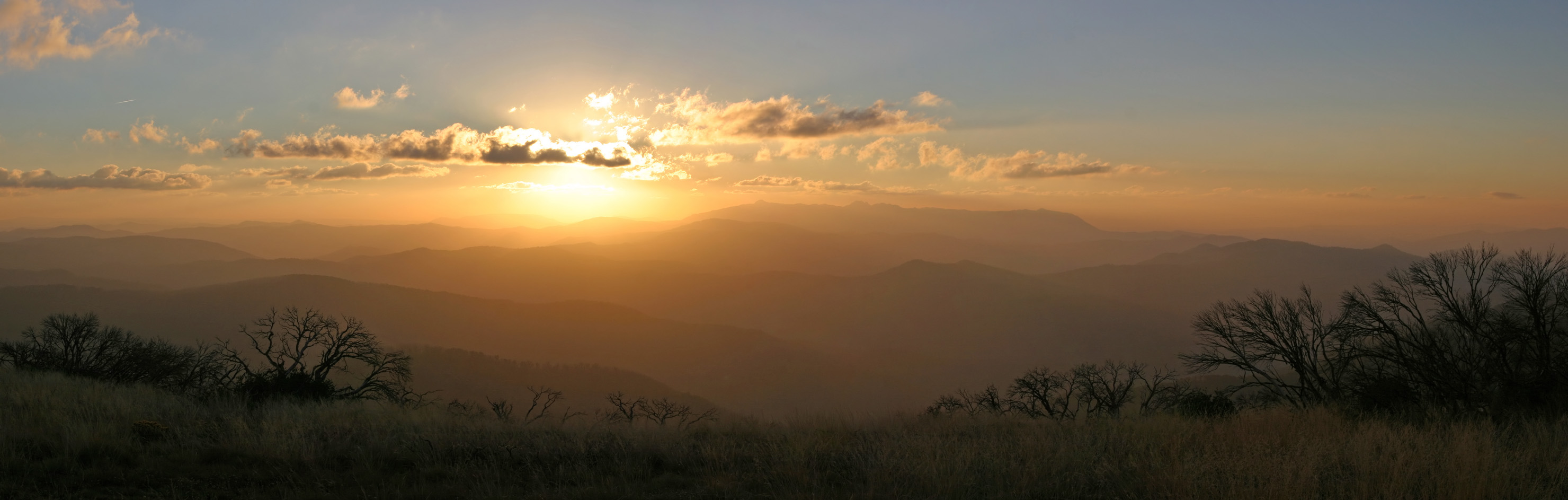
Повітряна перспектива при погляді на захід сонця з зміщенням кольору в бік червоного в результаті релейського розсіювання

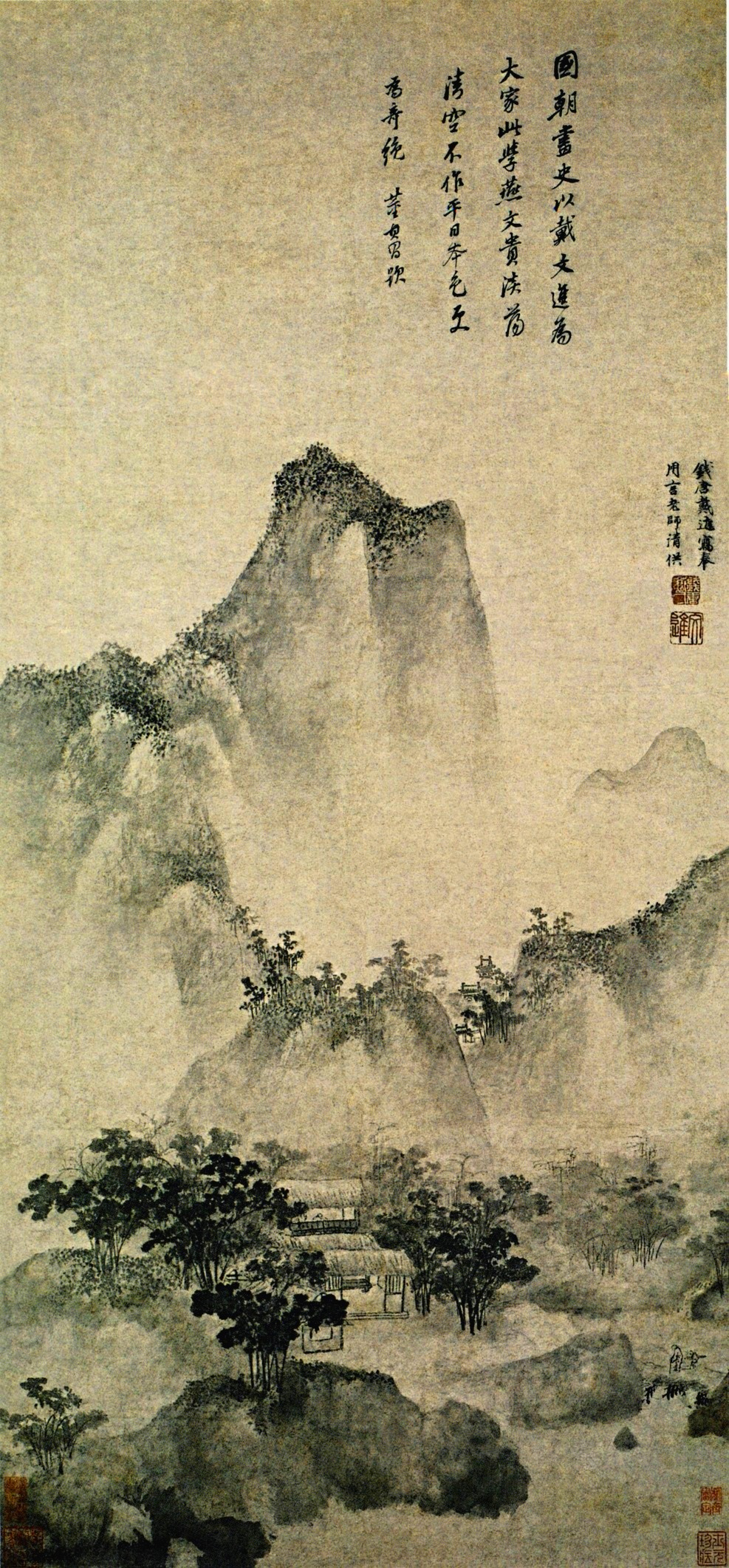
Дай Цзінь, "Пейзаж у стилі Яна Венгі", рання династія Мін (1368-1644); китайський пейзажний живопис з використанням "атмосферної перспективи" для демонстрації спаду в космосі

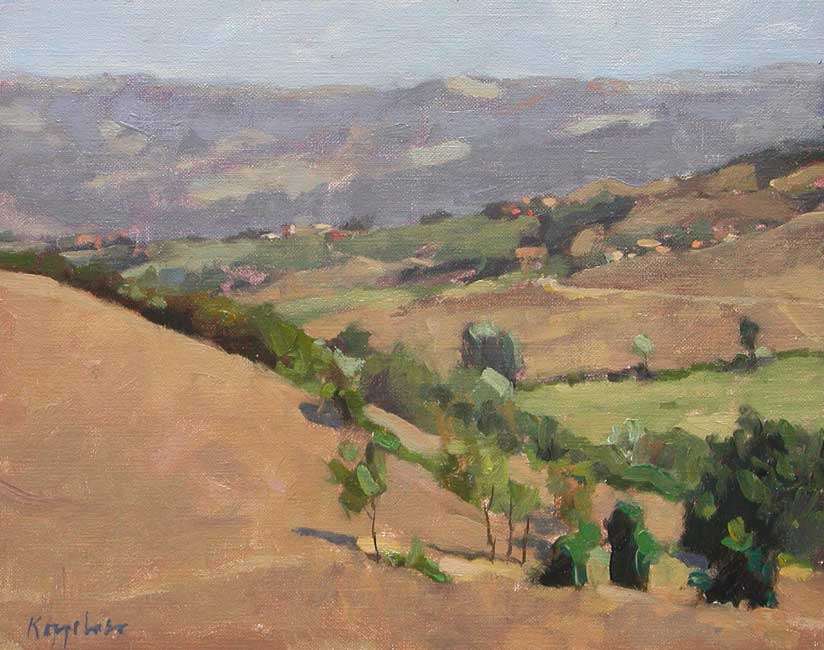
Франс Коппелаар, Пейзаж біля Болоньї, 2001; картина, що зображує повітряну перспективу: далекі предмети виглядають блідішими, менш контрастними та синішими, ніж ближчі предмети.

Повітряна перспектива або атмосферна перспектива відноситься до впливу атмосфери на зовнішній вигляд предмета, що спостерігається здалеку. Зі збільшенням відстані між об’єктом та глядачем зменшується контраст між об’єктом та його фоном, а також зменшується контрастність будь-яких позначень або деталей у об’єкті. Кольори об'єкта також стають менш насиченими і зсуваються у бік фонового кольору, який, як правило, синюватий, але може бути якимось іншим кольором за певних умов (наприклад, червонуватий біля сходу або заходу сонця).

## Історія
Атмосферна перспектива була використана в картинах Другого стилю Помпеї, одному із стилів Помпеї, датованих ще 30 р. До н. Е. Яскравим прикладом є Садовий пейзаж з вілли Лівія в Примапорті, Італія.
Повітряна перспектива використовувалася в картинах з Нідерландів у 15 столітті, і пояснення її ефектів було з різним ступенем точності написане поліматозами, такими як Леон Баттіста Альберті та Леонардо да Вінчі. Останній використовував повітряну перспективу у багатьох своїх картинах, таких як Мона Ліза та Таємна вечеря. Однак історики мистецтва зазначають, що йому бракує робіт деяких художників того ж періоду, таких як Рафаель. 

## Оптика
Основним компонентом, що впливає на зовнішній вигляд предметів при денному світлі, є розсіювання світла, яке називається світлею, на пряму видимість глядача. Розсіювання походить від молекул повітря, а також від більш великих часток в атмосфері, такі як водяна пара і дим (див каламутності). Розсіяння додає світло неба як завуальоване сяйво до світла від об’єкта, зменшуючи його контраст із фоновим небом. Прозоре світло зазвичай містить більше світла короткої довжини хвилі, ніж інші довжини хвиль (саме тому небо зазвичай виглядає блакитним), саме тому віддалені предмети виглядають блакитними (див. Детальніше пояснення по Релеєвому розсіюванню). Незначною складовою є розсіювання світла поза зоною видимості глядача. При денному світлі це або збільшує втрату контрасту (наприклад, для білих предметів), або протистоїть їй (для темних об’єктів). Вночі фактично немає світлового вікна (якщо місяць не дуже яскравий), тому розсіяння поза зоною видимості стає основним компонентом, що впливає на зовнішній вигляд самосвітяться предметів. Контрасти таких об’єктів зменшуються на темному тлі, а кольори зміщуються у бік червоного.

## Чому зменшення контрасту зменшує чіткість
Здатність людини з нормальною гостротою зору бачити дрібні деталі визначається його контрастною чутливістю.  Контрастна чутливість — це зворотна характеристика найменшого контрасту, для якого людина може бачити решітку синусоїди. Функція контрастної чутливості людини — це контрастна чутливість як функція просторової частоти. Зазвичай пікова чутливість до контрасту становить приблизно 4 цикли на градус кута зору. На більш високих просторових частотах, що містять тонкі і тонкі лінії, контрастна чутливість зменшується, доки при приблизно 40 циклах на градус не видно навіть найяскравіших яскравих ліній і найтемніших темних ліній.
Високі просторові частоти на зображенні надають йому тонких деталей.  Зменшення контрасту зображення зменшує видимість цих високих просторових частот, оскільки контрастна чутливість для них і без того погана. Ось як зменшення контрасту може зменшити чіткість зображення — видаливши його дрібні деталі.
Важливо підкреслити, що зменшення контрасту — це не те саме, що розмиття зображення. Розмиття досягається зменшенням контрасту лише високих просторових частот. Повітряна перспектива зменшує контраст усіх просторових частот.

## В мистецтві
У мистецтві, особливо в живописі, повітряна перспектива відноситься до техніки створення ілюзії глибини, зображуючи віддалені предмети як блідіші, менш деталізовані та, як правило, синіші, ніж близькі предмети.
(Одне застереження: у звичайній мові слова перспектива та точка зору, як правило, використовуються як взаємозамінні; однак, у мистецтві повітряна перспектива не означає повітряну точку зору, таку, яка складає основу жанру повітряного пейзажу. Наведений тут приклад Франса Коппелаара показує різницю. Цей пейзаж є гарним прикладом повітряної перспективи; однак це не повітряний ландшафт, оскільки спостерігач, очевидно, стоїть на землі.)